# Taeniophyllum hygrophilum
Taeniophyllum hygrophilum är en orkidéart som beskrevs av Rudolf Schlechter. Taeniophyllum hygrophilum ingår i släktet Taeniophyllum och familjen orkidéer. Inga underarter finns listade i Catalogue of Life.